# Maximilian Jaeger

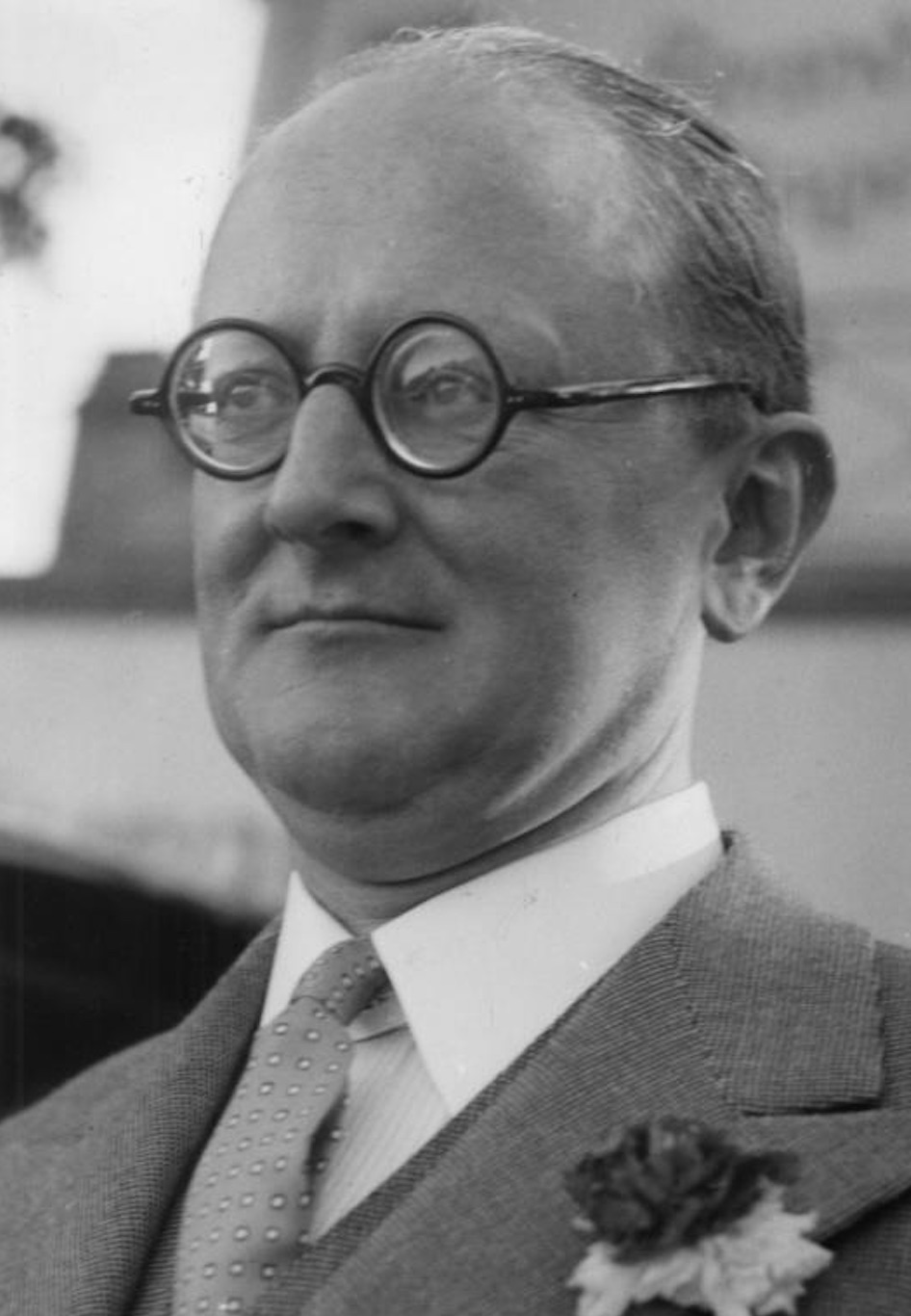
Maximilian Jaeger (1937)

Maximilian Jaeger (* 20. Mai 1884 in Baden AG, Kanton Aargau; † 29. Oktober 1958 in Kilchberg ZH, Kanton Zürich) war ein Schweizer Diplomat, von 1925 bis 1938 Gesandter in Wien und in Budapest und von 1938 bis 1944, nach dem „Anschluss“ Österreichs, Gesandter in Budapest. Er war an der Rettung ungarischer Juden vor dem Holocaust beteiligt.

## Leben
Sein Vater Josef Jaeger (1852–1927) war der Nationalrat von 1896 bis 1905 und von 1911 bis 1925 für die liberale FDP. Maximilian Jaeger war mit Amélie Hofer (1877 bis 1960) verheiratet.
Jaeger studierte Rechtswissenschaften in Zürich, Paris, Rom, Wien und Berlin und wurde 1909 zum Dr. jur. promoviert. 1909 trat er in das Eidgenössische Politische Departement, das schweizerische Aussenministerium, ein, von 1909 bis 1911 war er Attaché an der Gesandtschaft seines Landes in Rom, von 1911 bis 1913 war er in gleicher Funktion in Berlin und von 1913 bis 1916 Attaché in Paris. Von 1917 bis 1922 war er in Madrid tätig. 1918 wurde er zum Legationssekretär I. Klasse befördert und im Jahr darauf zum Legationsrat.
Seinen ersten verantwortlichen Auslandsposten trat Jaeger im Mai 1922 als Generalkonsul am Schweizer Konsulat in Athen an. Ab Januar 1925 wechselte er als Gesandter an die Gesandtschaft in Wien. Als solcher war er zugleich Missionschef in Budapest. Nach dem Anschluss Österreichs im März 1938 verlegte die Schweiz den Sitz des nur mehr in Ungarn akkreditierten Gesandten nach Budapest. In Wien amtierte Jaeger lediglich noch kurze Zeit als Generalkonsul. Formell wechselte er im Juni 1938 nach Budapest. 
In Budapest waren der Vizekonsul Carl Lutz und der Gesandtschaftssekretär Harald Feller seine Mitarbeiter, die beide aktiv durch Ausstellung von Schutzpässen um die Rettung ungarischer Juden bemüht waren. Jaeger beteiligte sich an dem Widerstand gegen die Deportationen der Juden in Ungarn durch die deutschen Nationalsozialisten und die ungarische Regierung unter Miklós Horthy bzw. die Pfeilkreuzler. Er versuchte, Juden in 76 von „der Schweiz“ als quasi exterritorial erklärten Häusern zu schützen. Lutz bestätigte später, dass Jaeger ihm bei vollem wechselseitigen Vertrauen immer Handlungsfreiheiten ermöglicht hatte. Ab 1942 nahm er nach der Kriegserklärung der USA an Ungarn auch die amerikanischen Interessen wahr.
Jaeger blieb bis zum April 1945 als Gesandter in Ungarn akkreditiert, auch wenn er bereits ab Oktober 1944 aus Budapest zurückgezogen und durch Harald Feller als Geschäftsträger vertreten wurde. Sein letzter Auslandsposten war Lissabon, wo er von Februar 1946 bis Januar 1948 als Schweizer Gesandter in Portugal tätig war. Krankheitsbedingt trat er danach zurück.